# Lernapat
Lernapat – wieś w Armenii, w prowincji Lorri. W 2011 roku liczyła 1661 mieszkańców.